# Micheline Calmy-Rey

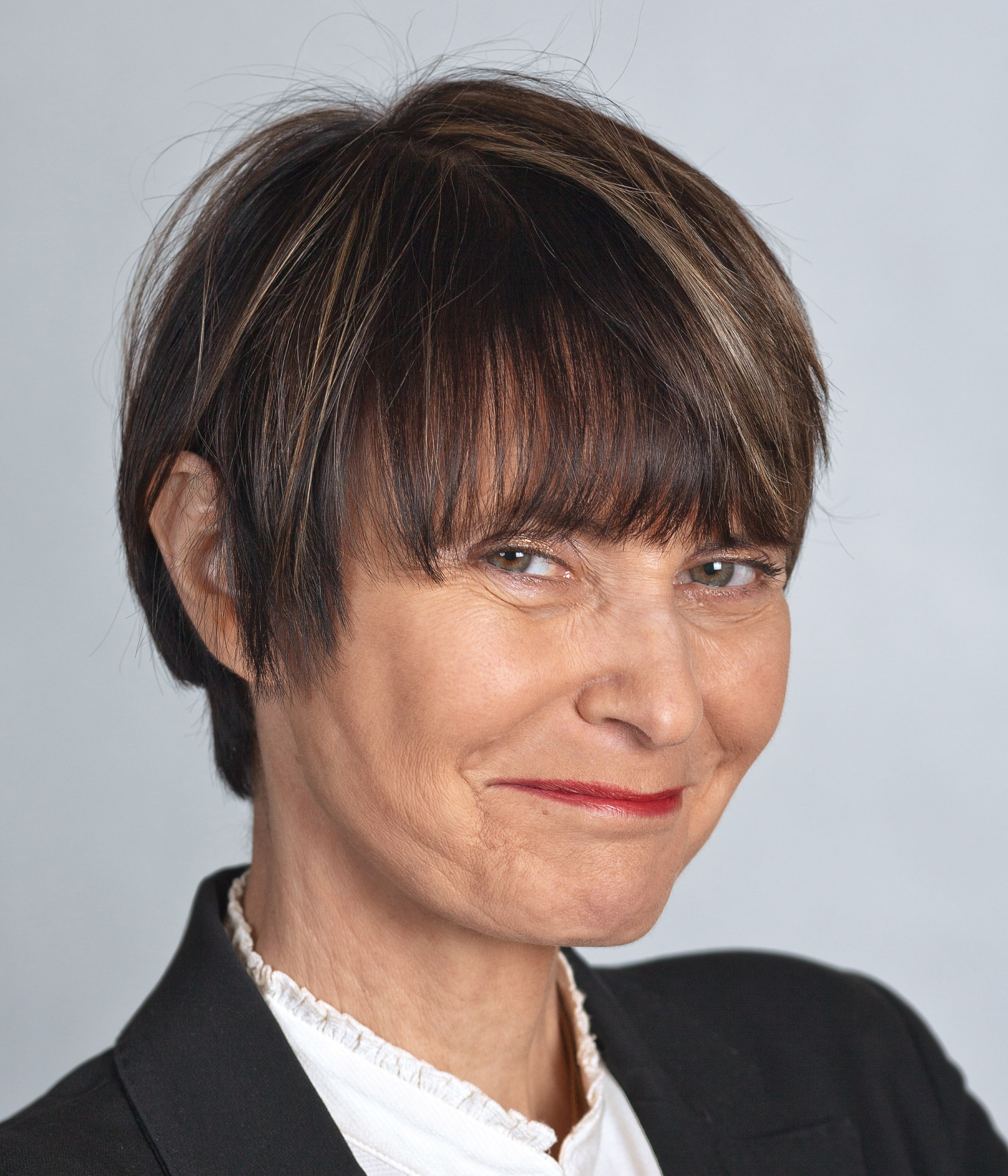
Micheline Calmy-Rey (2011)

Micheline Anne Marie Calmy-Rey,, tidigare Rey; född 8 juli 1945 i Sion (Valais), är en  schweizisk politiker (socialdemokrat). Hon är gift med André Calmy och har två barn.
Calmy-Rey var ledamot i kantonsrådet i Genève 1981–1997 och ordförande för socialdemokraterna i kantonen Genève 1986–1990, 1993–1997. Från 1998 till 2002 var hon finansminister i kantonen Genève och 2001–2002 kantonens regeringschef.
Hon valdes av förbundsförsamlingen till ledamot i förbundsrådet (Schweiz federala regering) den 4 december 2002 och kom 2003 så att bekläda ämbetet som ”föreståndare för det federala departementet för utrikes ärenden” (det vill säga Schweiz utrikesminister); i den egenskapen har Calmy-Rey förordat att landet skall bli medlem i Europeiska unionen.
Hon var vicepresident i förbundsrådet 2006, och fick 2010 ta över uppdraget från Moritz Leuenberger som avgick 31 oktober. År 2007 var det hennes tur att vara Schweiz förbundspresident, likaså 2011. I förbundsförsamlingens omröstning i december 2010 valdes hon till uppdraget med det minsta stödet någonsin.
Den 7 september 2011 kungjorde Calmy-Rey att hon inte ställer upp för omval i 2011 års förbundsrådsval och kommer att avgå vid utgången av 2011. Alain Berset blev socialdemokraternas nya förbundsråd efter Calmy-Rey.